# Pepparsopp
Pepparsopp, Chalciporus piperatus, är en svampart. Foten blir 4–7 cm hög och hatten 3–7 cm i diameter. Svampen har en stark pepparaktig smak och brukar därför anses som oätlig. Den kan dock användas som krydda om den steks tillsammans med annan svamp. En eller två räcker till ca 500g annan svamp.